# Fábio Poletto
Fábio José Poletto (Poço das Antas, 13 de fevereiro de 1989) é um jogador de futsal brasileiro naturalizado azeri. Atualmente, joga pelo Mantova e pela Seleção Azeri de Futsal na posição de ala.